# Kaliko

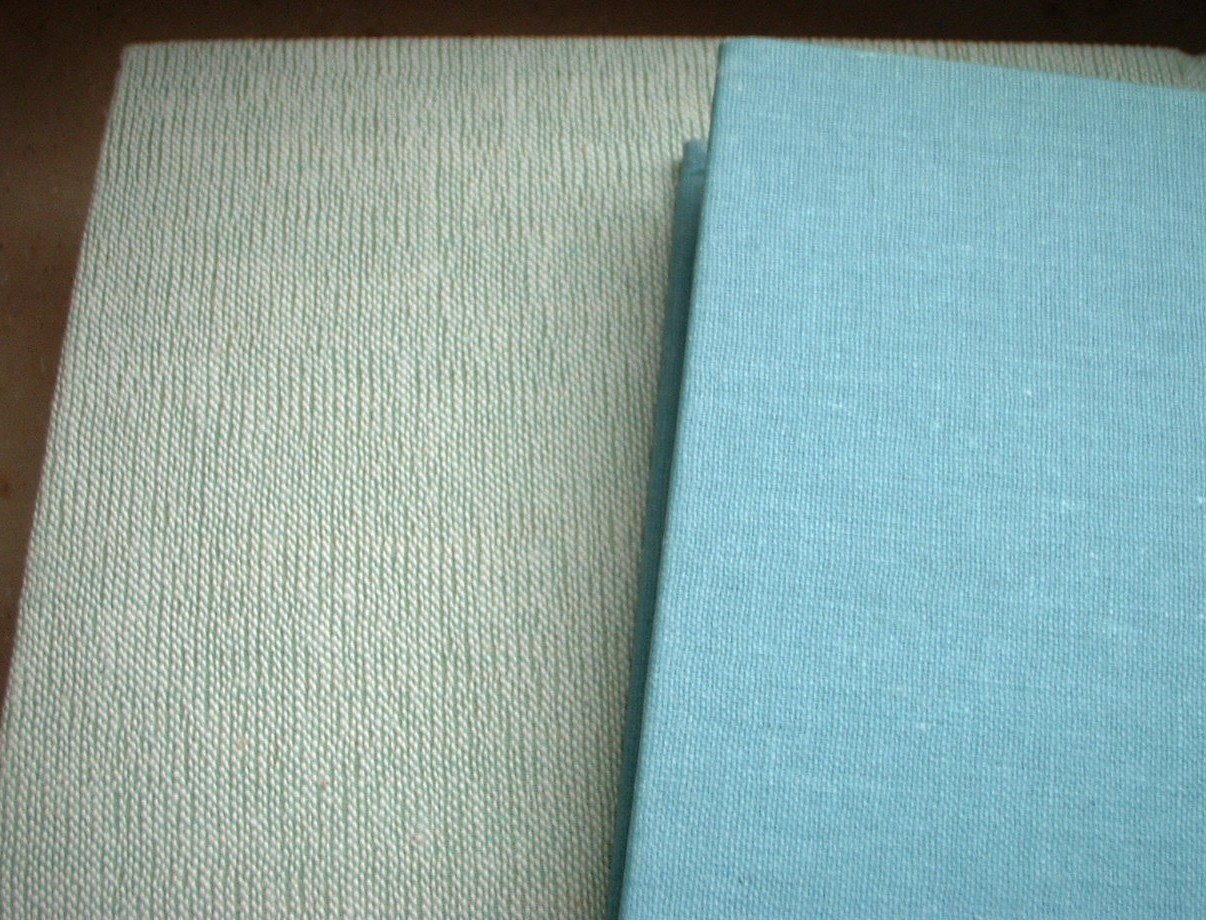
Knihy vázané v kalikovém plátnu

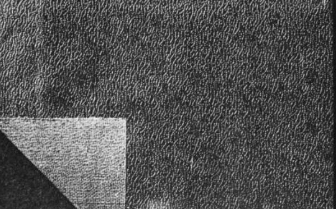
Knihařské kaliko z bavlněné příze 30 tex, barvené v kuse, povrstvené, 130 g/m² (výroba cca 1920)

Kaliko je tkanina střední hmotnosti v plátnové vazbě z bavlněné nebo viskózové příze. Často se škrobí, kalandruje nebo mandluje a zpracovává zpravidla v režném stavu, případně bělí i potiskuje.

## Historie

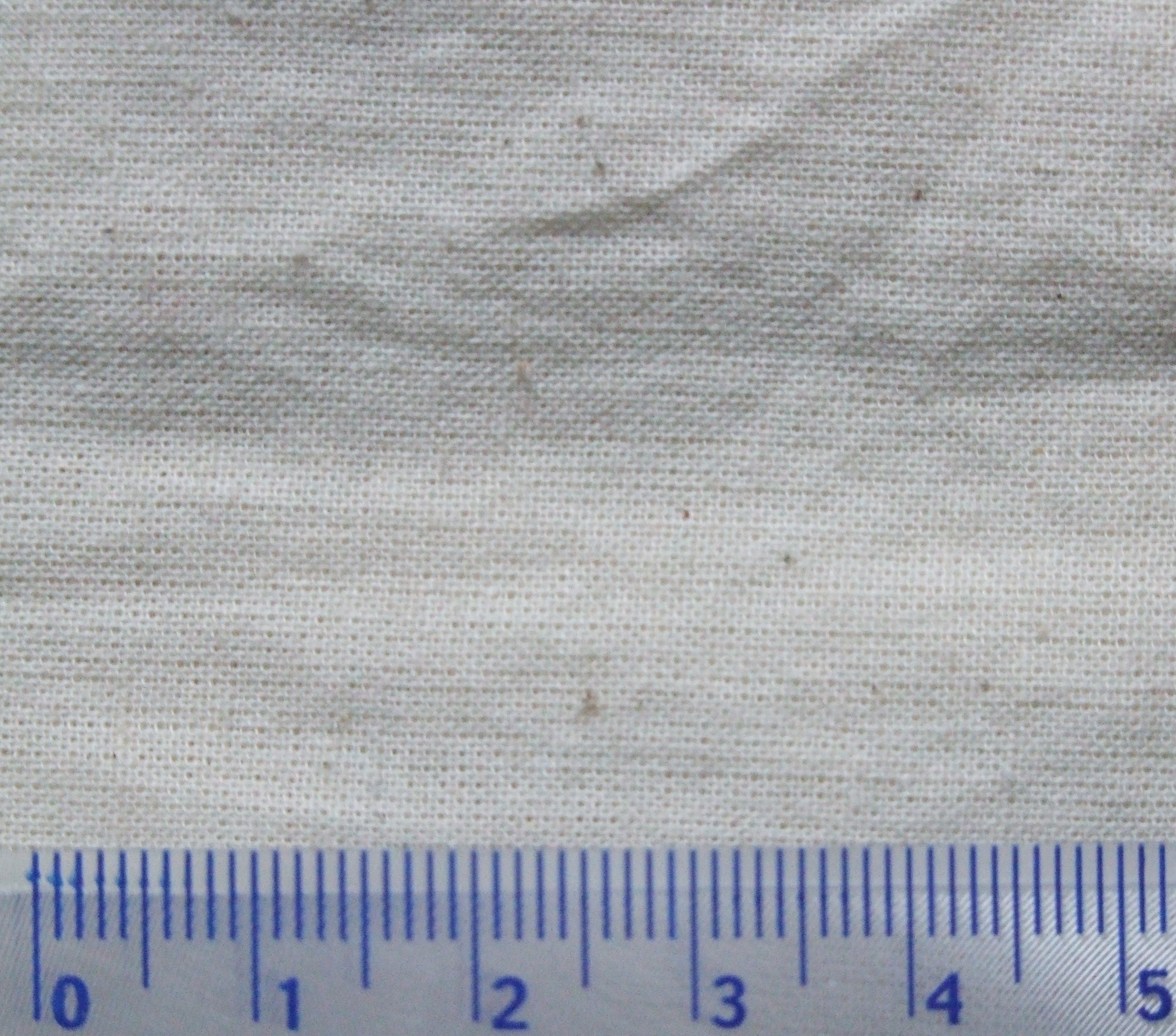
Nákupní taška z kalika (měřítko v cm)

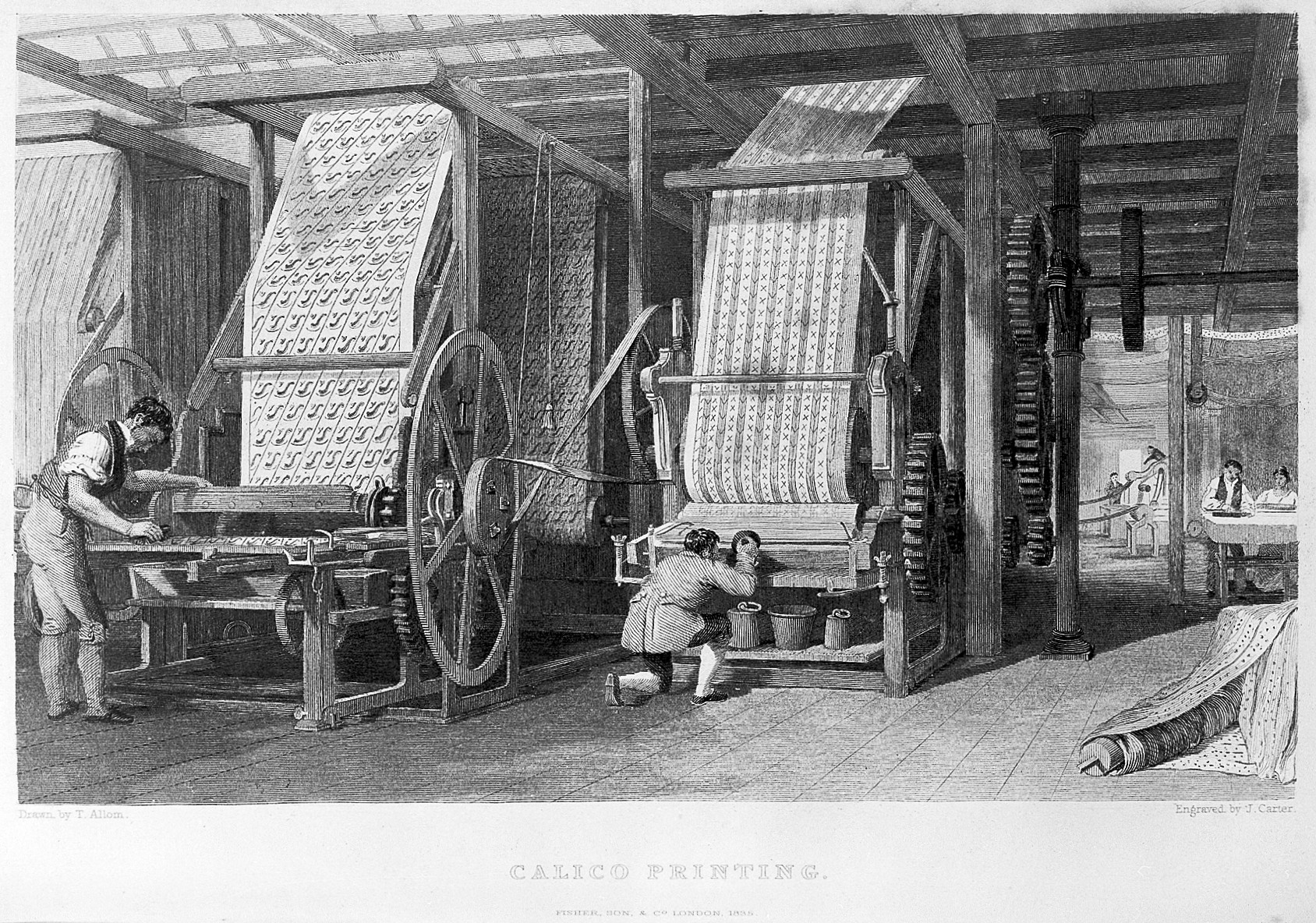
Potiskování kalika na válcových strojích (Anglie 1835)

Název se odvozuje od indického města Calicut (dnes Kóžikkót), kde bylo kaliko známé už v 11. století. Do Evropy se začalo dovážet v 17. století. Začátek potiskování kalika byl v Anglii zaznamenán v roce 1676, strojní potiskování tam začalo v roce 1785.

## Použití kalika

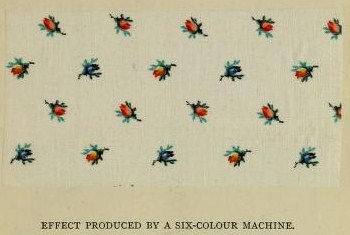
Kaliko z roku 1878 potištěné v 6 barvách

- silně apretovaná, oboustranně povrstvená, jednostranně obarvená tkanina

na knihařské plátno
- lehčí tkanina z jednoduché příze 20 tex, v dostavě 22 x 17

bez apretury, nebarvená: na tiskařské běhouny
s apreturou: na podšívky, levné nákupní tašky aj.

## Kaliko v kultuře
| „                                                  | Kdo se bojí má jen hnědý kaliko... | “ |
| — Z písně „Srdce jako kníže Rohan“ Michala Horáčka |                                    |   |